# Glen Echo Park
Glen Echo Park – wieś w Stanach Zjednoczonych, w stanie Missouri, w hrabstwie St. Louis.